# Lauren Tewes
Lauren Tewes, née à Braddock (Pennsylvanie) le 26 octobre 1953, est une actrice américaine.

## Biographie
Elle est surtout connue pour avoir joué le rôle de Julie McCoy dans La croisière s'amuse dès le début de sa carrière en 1977, et a également fait des apparitions cette même année dans des séries télévisées comme Starsky et Hutch ou Drôles de dames. Elle sombra dans la drogue, ce qui lui vaudra son éviction de La croisière s'amuse en 1984 ; addiction dont elle parvint à se sortir.
Elle a repris son rôle en tant qu'invitée dans un épisode de 1985.
Elle continua par la suite de jouer dans des séries télévisées et au théâtre, parfois créditée comme Cynthia Lauren Tewes ou Lauren Tewis.
Elle a aujourd'hui repris son nom de naissance Cynthia Lauren Tewes et a participé à une émission en mai 2017 célébrant le 40e anniversaire qui a réuni tous les acteurs membres de l'équipage de la série La croisière s'amuse.

## Filmographie
- 1977-1984, 1986 : La croisière s'amuse (The Love Boat)
- 1977 : Starsky et Hutch : Saison 2 épisode 25 (Coupables ?)
- 1981 : Appels au meurtre (Eyes of a Stranger) de Ken Wiederhorn : Jane Harris
- 1986 - 1987 : Rick Hunter : Saison 3 épisode 7 (True Confessions / Confessions) : Sheila Burke
- 2022 (USA) : Au bout de mes rêves (Potato dreams of America) : Nina